# Armée de l'air royale de Malaisie
La Force aérienne royale de Malaisie (Tentera Udara Diraja Malaysia) est la composante aérienne des Forces armées malaisiennes.

## Histoire
Formée en 1958, la force aérienne malaisienne possède un parc aérien assez varié comprenant des appareils de fabrication russe, américaine ou européenne.
Elle a entamé sa modernisation au début des années 1970 et l'a poursuivie jusque dans les années 1990, remplaçant ainsi ses CAC Sabre par des Northrop F-5 de reconnaissance, acquérant des Hawk comme avions d'entraînement et des MiG-29 U/N en 1995, suivis par des F/A-18D Hornets en 1997 pour sa capacité d'interception et d'interdiction aérienne.
En 2003 un accord est passé avec la Russie pour la livraison de 18 Sukhoi Su-30 MKM (Modernizirovannyi Kommercheskiy Malaysia), les deux premiers étant livrés le 2 juin 2007 à la base aérienne de Gong Kedak. Les intercepteurs se distinguent par les différentes origines de leur avionique, comprenant des éléments français, sud-africains et russes.
Le 8 décembre 2005, la force aérienne malaisienne annonce son intention d'acquérir des Airbus A-400M pour accroître sa capacité de transport, quatre sont livrés entre mars 2015 et mars 2017.
La force aérienne possède sa propre unité de forces spéciales, dénommée PASKAU (Paskuan Khas Udara), spécialisée dans le contre-terrorisme et la protection des installations clés malaisiennes. Elle peut également être utilisée dans une optique offensive pour la désignation de cibles au sol ou des opérations de sabotage derrière les lignes ennemies.
Un de ses principales bases aériennes est RMAF Butterworth.
Depuis 1995, l'armée de terre malaisienne entretient également une petite aviation légère, l'Aviation de l'armée malaisienne, ayant en 2017 une vingtaine d'hélicoptères.

## Aéronefs

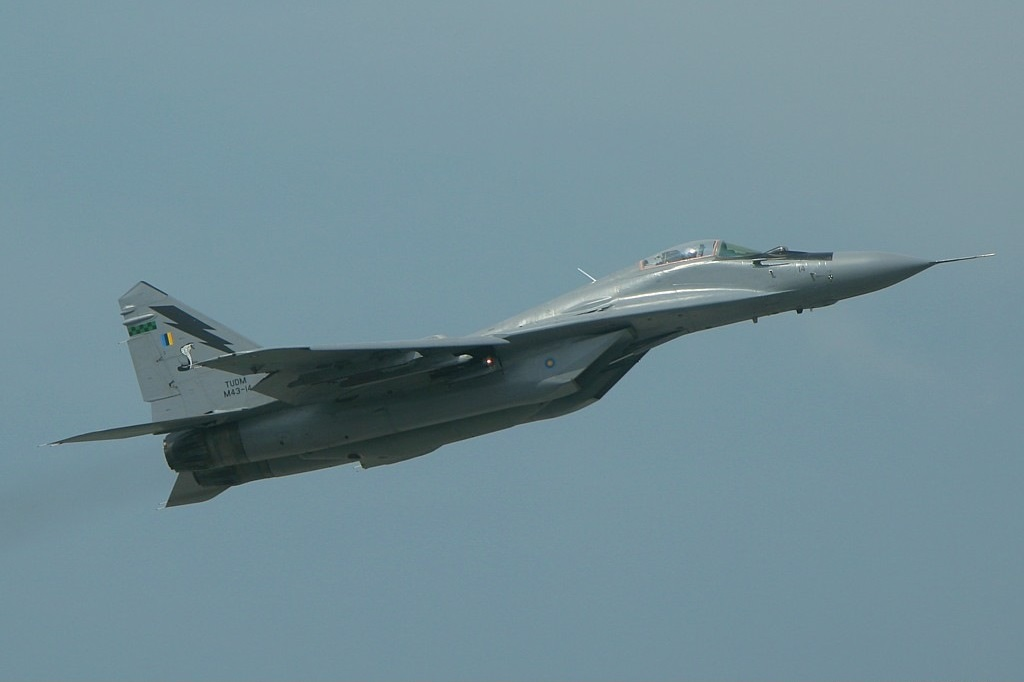
Mikoyan-Gourevitch MiG-29

Les appareils en service en 2016 sont les suivants :
| Aéronefs                        | Origine            | Type                                                            | En service      | Versions           | Notes |                 |
| Avion de combat                 | Avion de combat    | Avion de combat                                                 | Avion de combat | Avion de combat    | Avion de combat | Avion de combat |
| ------------------------------- | ------------------ | --------------------------------------------------------------- | --------------- | ------------------ | --- | --------------- |
| McDonnell Douglas F/A-18 Hornet | États-Unis         | Avion multirôle                                                 | 8               | F/A-18D            | 8 F/A-18D Hornet sont livrés en 1997 à l'aviation malaisienne. En 2013, le gouvernement malais engage ses Hornet dans le conflit de Sabah. |                 |
| Mikoyan-Gourevitch MiG-29       | Union soviétique   | Avion de chasse                                                 | 10              | MIG-29 MIG-29UB    | Auraient été retirés du service en novembre 2017, à cause d’un manque de pièces détachés. Il se dit qu’ils pourraient être repris par l’Inde ou modernisés.                                                                                    |                 |
| Soukhoï Su-30                   | Union soviétique   | Avion de combat multirôle                                       | 18              | Su-30MKM           | Livrés entre 2007 et 2009. Quatre opérationnels en juillet 2018 à la suite de problèmes de service après-vente. Programme de prolongation de vie utile terminé en janvier 2025 pour les 18 exemplaires, retrait du service envisagé vers 2035. |                 |
| Avion de transport              |                    |                                                                 |                 |                    | |                 |
| Airbus A400M Atlas              | Union européenne   | Avion de transport tactique                                     | 1+3             |                    | premier livré le 9 mars 2015. Le 4e en mars 2017. |                 |
| Lockheed C-130 Hercules         | États-Unis         | Avion de transport tactique                                     | 10              | C/PC-130H          | |                 |
| CASA CN-235                     | Espagne/ Indonésie | Avion de transport tactique                                     | 6               |                    | |                 |
| Avion ravitailleur              |                    |                                                                 |                 |                    | |                 |
| Lockheed KC-130 Hercules        | États-Unis         | Avion ravitailleur                                              | 4               | KC-130H            | |                 |
| Avion de patrouille maritime    |                    |                                                                 |                 |                    | |                 |
| Beechcraft King Air             | États-Unis         | Avion de patrouille maritime                                    | 4               | King Air 200 (MPA) | |                 |
| Avion d'entraînement            |                    |                                                                 |                 |                    | |                 |
| Pilatus PC-7                    | Suisse             | Avion d'entraînement                                            | 49+12           | PC-7/Mk II         | |                 |
| Aermacchi MB-339                | Italie             | Avion d'entraînement                                            | 8               |                    | |                 |
| BAe Hawk                        | Royaume-Uni        | Avion d'entraînement et d'attaque au sol                        | 19              | Hawk 108 Hawk 208  | Le 24 février 2023, le gouvernement malais opte pour l’achat de 18 T-50 pour le remplacement les BAe Hawk. |                 |
| Beechcraft King Air             | États-Unis         | Avion d'entraînement bimoteur                                   | 2               | King Air 350       | |                 |
| Hélicoptère                     |                    |                                                                 |                 |                    | |                 |
| Sud-Aviation SA316 Alouette III | France             | Hélicoptère de utilitaire léger                                 | 15              |                    | |                 |
| Sikorsky UH-60 Black Hawk       | États-Unis         | Hélicoptère de transport                                        | 4               |                    | |                 |
| Sikorsky S-61                   | États-Unis         | Hélicoptère de transport militaire et de lutte anti-sous-marine | 27              |                    | Un écrasé 4 octobre 2016. 14 transféré dans l'Aviation de l'armée malaisienne à partir de fin 2015. Retrait en 2020.. |                 |
| Eurocopter EC725 Caracal        | Union européenne   | Hélicoptère de transport                                        | 12              |                    | |                 |